# Bystrowiana
Bystrowiana es un género extinto de bistrowiánidos reptiliomorfos que existieron durante el Pérmico en depósitos de Óblast de Vladímir, Rusia and Jiyuan, China. El género fue nombrado en honor a Alexey Bystrow, un paleontólogo ruso. Fue descrito por Vyushkov en 1957 y la especie tipo es Bystrowiana permira. Se conocen dos especies B. permira y B. sinica.